# Blood-Rooted
Blood-Rooted – album brazylijskiej grupy metalowej Sepultura, będący kompilacją niepublikowanych wcześniej utworów (głównie coverów), remiksów i nagrań koncertowych, wydany 3 czerwca 1997, już po odejściu z zespołu lidera, Maxa Cavalery.

## Lista utworów
| Nr  | Tytuł utworu                                       | Długość |
| --- | -------------------------------------------------- | ------- |
| 1.  | „Procreation (Of the Wicked)” (cover Celtic Frost) | 3:38    |
| 2.  | „Inhuman Nature” (cover Final Conflict)            | 3:10    |
| 3.  | „Policia” (cover Titas)                            | 1:46    |
| 4.  | „War” (cover Bob Marley)                           | 6:38    |
| 5.  | „Crucificados Pelo Sistema” (cover Ratos de Porão) | 1:03    |
| 6.  | „Symptom of the Universe” (cover Black Sabbath)    | 4:14    |
| 7.  | „Mine” (gościnnie Mike Patton)                     | 6:20    |
| 8.  | „Lookaway” (Master Vibe Mix)                       | 5:35    |
| 9.  | „Dusted” (Demo Version)                            | 4:26    |
| 10. | „Roots Bloody Roots” (Demo Version)                | 3:30    |
| 11. | „Drug Me” (cover Dead Kennedys)                    | 1:53    |
| 12. | „Refuse/Resist” (Live)                             | 3:50    |
| 13. | „Slave New World” (Live)                           | 3:05    |
| 14. | „Propaganda” (Live)                                | 3:25    |
| 15. | „Beneath the Remains / Escape to the Void” (Live)  | 3:48    |
| 16. | „Kaiowas” (Live)                                   | 2:18    |
| 17. | „Clenched Fist” (Live)                             | 3:37    |
| 18. | „Biotech Is Godzilla” (Live)                       | 2:07    |
|     |                                                    | 1:04:23 |

## Twórcy
- Max Cavalera – śpiew, gitara rytmiczna
- Andreas Kisser – gitara prowadząca
- Paulo Jr. – gitara basowa
- Igor Cavalera – perkusja